# De omnibus rebus et de quibusdam aliis
L'espressione latina de omnibus rebus et de quibusdam aliis ('di tutte le cose e di alcune altre') è usata ironicamente per riferirsi a coloro che, in una discussione o in un testo scritto, pretendono di essere esaustivi e finiscono per affastellare una miscellanea informe di argomenti.
La locuzione sarebbe una variante buffonesca dell'espressione de omni re scibili et quibusdam aliis ('di tutte le cose conoscibili e di alcune altre'), a sua volta parodia, forse di Voltaire, di un passaggio delle Novecento tesi difese dall'umanista Giovanni Pico della Mirandola a Roma nel 1486:
La frase è stata ripresa da svariati autori, tra cui Thomas Carlyle (in una lettera a Jane Baillie Welsh del 18 settembre 1823) e Karl Marx (in una lettera a Ferdinand Lassalle del 12 novembre 1858).